# Idioma mama
Mama, o kantana, es una lengua bantú hablada en Nigeria.
El número de oradores no está claro. En 1973 se publicó una cifra de 20.000. En 2011, se decía que el "Kantana" (presumiblemente la misma lengua) tenía entre 2.000 y 3.000 hablantes, en su mayoría mayores de 25 años. Un recuento parcial de la comunidad étnica en el censo de 2006 fue de 6.000-9.000.